# النوبختي
أبو محمّد الحسن بن موسى النوبختي، متكلّم وفيلسوف، من أعلام الشيعة الإمامية في القرنين الثالث والرابع الهجريين.
تأثر بالفكر المعتزلي حتى أنّ ابن النديم ذكر أن كلا من المعتزلة والشيعة كانت تدّعي أنّه منها.

## نسبه وحياته
آل نوبخت أُسرة فارسيّة الأصل وهي إحدى الأسر الأصيلة الّتي أسلمت في زمن الدولة العباسية وتعدّ من أبرز الاسر الشيعية في عصر الغيبة الصغرى التي تصدى الكثير من رجالها للإمارة.
ينتسب الحسن بن موسى إلى آل نوبخت من جهة الأمّ فحسب فهو ابن أخت أبي سهل النوبختي من كبار متكلمي الشيعة، ولم يذكر أحد شيئاً عن انتسابه إليهم من جهة الأب حتّى لو فُرض أنّ أباه كان من أفراد الأُسرة.
لم يعرف تاريخ ولادته ووفاته وقد ذكرهما ابن النديم في الفهرست إلا أنّ النسخة المطبوعة خالية منها؛ وبما أن النجاشي قد حدد زمن أسرة آل نوبخت بما قبل عام 300 هجرية وما بعدها مما يكشف عن كون الرجل أدرك العقود الأولى من القرن الرابع.

## مؤلفاته
لم يصل من كتبه الا كتاب فرق الشيعة ، مؤلفاته التي لم تصلنا:
كتاب الآراء
كتاب الديانات
وغيرها من المصنّفات . ذكر له ابن النديم أكثر من أربعين كتاباً، وذكر المؤرخون أنه توفي في حدود سنة 310هـ/ 922م.  قال  الذهبي في سير أعلام النبلاء: «النُّوْبَخْتِيُّ أَبُو مُحَمَّدٍ الحَسَنُ بنُ مُوْسَى
العَلاَّمَةُ، ذُو الفُنُوْنِ، أَبُو مُحَمَّدٍ الحَسَنُ بنُ مُوْسَى النُّوْبَخْتِيُّ، الشِّيْعِيّ، المُتَفَلْسِفُ، صَاحِبُ التَّصَانِيْف.»
ذكره مُحَمَّدُ بنُ إِسْحَاقَ النَّدِيْم، وَابْنُ النَّجَّار بِلاَ وَفَاة.
وَله كتَابُ (الآرَاء)، و(الديَانَات)، وكتَاب (الرَّدِّ عَلَى التَّنَاسخيَّة)، وكتَابُ (التَّوحيد وَحَدَث العَالَم)، وكتَابُ (الإِمَامَة) وَأَشيَاء.